# Autoba subolivalis
Autoba subolivalis là một loài bướm đêm trong họ Erebidae.